# Jan Kaczmarek (działacz polonijny)

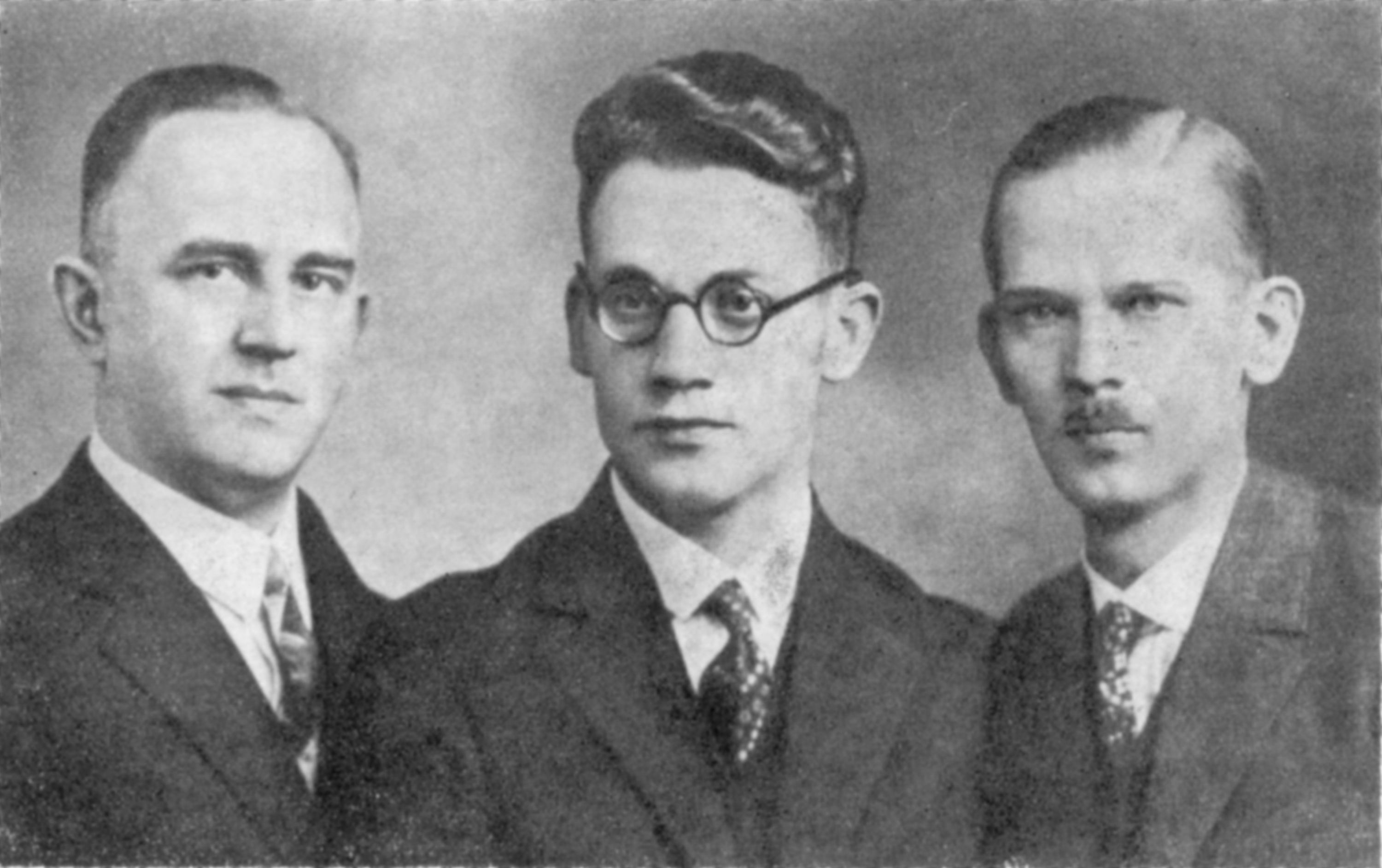
Przywódcy Związku Polaków w Niemczech, od lewej: Stefan Szczepaniak, Jan Kaczmarek i Józef Michałek

Jan Kaczmarek (ur. 1 sierpnia 1895 w Bochum, zm. 21 lipca 1977 w Waszyngtonie) – polski działacz polonijny w Republice Weimarskiej i Rzeszy Niemieckiej. 

## Życiorys
W latach 1919–1921 współorganizował Polski Uniwersytet Ludowy w Nadrenii Północnej-Westfalii, którego był wykładowcą. Na początku lat 20. podjął działalność w Związku Polaków w Niemczech, był członkiem Rady Nadzorczej Centralnego Banku Spółdzielczości Polskiej – Banku Słowiańskiego. W 1924 współtworzył Związek Mniejszości Narodowych w Niemczech, którego został sekretarzem generalnym. W czasie II wojny światowej był oficerem łącznikowym w Polskich Siłach Zbrojnych na Zachodzie. 
W 1945 próbował reaktywować Związek Polaków w Niemczech, jednak wkrótce wyjechał do USA, gdzie podjął pracę w Bibliotece Kongresu.